# 遠山郁三
遠山 郁三（とおやま いくぞう、1877年3月1日 - 1951年1月2日）は、日本の皮膚科学者。東北大学教授（1918年4月-）、東京大学皮膚科教授（1926年9月-1937年3月）。立教大学学長（1937年4月-1943年2月）。
「連圏状粃糠疹」（れんけんじょうひこうしん）を新疾患として命名した。漆皮膚炎、ハンセン病、第四性病、放射線療法を研究し、また、皮膚科領域に生化学的研究を取り入れた。

## 経歴
岐阜県出身。ハンセン病治療の先駆者として知られる遠山道栄の二男。1902年、東京帝国大学卒業。1903年2月、皮膚病学梅毒学教室入局（土肥慶蔵教授）。1907年8月講師、10月仙台医専（現：東北大学）教授。1912年4月、東北帝国大学付属医専教授、1917年3月-1918年4月、アメリカ合衆国およびスウェーデン留学。1918年4月、東北帝国大学皮膚科梅毒学教授。医学部長（1920年7月-1922年7月）。1925年9月東京帝国大学教授（皮膚病梅毒学）、1926年7月皮膚科教授。1937年3月定年退官。退官後は東京逓信病院長（1938年7月-1941年2月）。立教大学学長（1937年4月-1943年2月）。戦争中は宮城県に疎開。1946年帰京。国立東京第一病院、聖路加国際病院顧問として皮膚科診療に従事。墓所は多磨霊園。

## 連圏状粃糠疹
遠山が1906年に発表した連圏状粃糠疹（英語：Pityriasis circinata）と同年松浦有志太郎が発表した正円形粃糠疹 Pityriasis rotunda は同じものである。僅かに、遠山の発表が早かった。この疾患は主として、腰、腹部に生じる境界鮮明な褐色、円形の魚鱗癬に似る原因不明の後天性角化症で、自覚症状はない。2013年10月13日現在、1964年から2013年までPityriasis rotundaのPubmedでの文献は54件ある。

## 著書および日誌
- 『最近淋疾療法』（1905年）
- 『梅毒の診断上の注意とその療法』（臨床医学文庫 1947年）
- 共著『彩色皮膚病図譜、上巻、中巻、下巻』（1931年-1934年）
- 共著『横痃（おうげん）の診断および治療』（1936年）
- 共著『各国性病予防並びに優性施設』（1943年）
- 共著『結核と純潔』（赤十字保健新書 1948年）
- 共著『性病の常識』（赤十字保健新書 1949年）
- 編集 奈須恵子、山田昭次、永井均、豊田雅幸、茶谷誠一『遠山郁三日誌 1940～1943年 ―戦時下ミッション・スクールの肖像』 2013年 山川出版社[5]

## 遠山郁三日誌について
遠山は1937年4月立教大学の学長に着任。日誌には、戦時下の大学内外の出来事が細密で淡々とした筆致で記されている。例えば、戦時下、大学生は労働力として動員されたが、日誌には軍関係施設での勤労動員を求める文部省の指示を受け、立教大学の学生が陸軍兵器補給廠(しょう)などで勤労作業に従事したこと、また、動員期間の延長に伴って、大学での授業時間が削減され、修業年限の短縮が図られていく過程や、在学中から兵士となることを想定した身体訓練（軍事教練）が強化され、さらに軍から派遣された配属将校の学内での発言力が強まっていく様子が書かれている。また、米国の教会（米国聖公会）が作ったミッション・スクールであった立教独自の戦時動向もつづられている。日米開戦後、日本国内で国家主義の徹底化が図られていく中、立教の建学理念は大きく揺らいだ。キリスト教主義という立教の教育目的が文部当局から問題視され（1942年1月）、1942年9月の「学生暴行事件」（詳細は不明）を契機に、立教首脳部が学内外からの圧力に配慮して法人の存立規則（寄附行為）と大学学則から「基督教主義」の文言を削除することを決断し、チャペルを閉鎖した経緯、すなわち太平洋戦争期、立教大学がキリスト教と決別するに至った経緯も記されている。2013年に刊行された。

## 家族
妻の千代子は土肥章司（慈恵医大皮膚科教授）の妹。長女は武藤完雄（東北大学外科教授）の妻。二女は、森田むかさ（開業医）の妻、3女は大越正秋（慶応大学泌尿器科教授）の妻。四女は堀内一弥(大阪市大公衆衛生学教授）の妻。長男遠山郁男(立教大経済学部)は出征中に病死。四女の次男正彌が1965年に養子縁組（遠山正彌；大阪大学神経解剖学教授）。

## 先祖とハンセン病
遠山家は1403年遠山左京進藤原友重が美濃国土岐郡小田郷五ケ村を領したのが初めてで、その十二代の子孫遠山為吉が医師になって代々大富村で医を業としていた。ここから土岐町高山（高山村 (岐阜県)）に移り、医家3代目の道栄（1836-1897）は1874年に土岐町に「回天病院」を開設しハンセン病の治療を始めた。道栄は早くからハンセン病治療に関わった後藤昌文に学んだ医師で、明治末までは、ハンセン病以外の病気も含め多い時で年間6,000人近い患者を診察した。三男権助（1879-1951）は後を継ぎ道栄を名乗った。その実兄が東京帝国大学を卒業した遠山郁三である。

## 文献
- 泉孝英『日本近現代 医学人名事典』 2012年 医学書院 ISBN 978-4-260-00589-0
- 佐久間温巳『夏炉冬扇』 1997年